# نوبورو سوبورایا
نوبورو سوبورایا (انگلیسی: Noboru Tsuburaya؛ ۱۰ مه ۱۹۳۵ – ژوئن ۱۱, ۱۹۹۵ (سن ۶۰)) تهیه‌کننده تلویزیونی اهل ژاپن بود. وی بین سال‌های ۱۹۶۹ تا ۱۹۹۴ میلادی فعالیت می‌کرد.